# Dalnerétxensk
Dalnerétxensk (en rus Дальнереченск) és una ciutat del krai de Primórie, a l'Extrem Orient de Rússia, prop de la frontera amb la Xina.

## Història
La vila moderna fou fundada pels cosacs el 1895. Ràpidament esdevingué un centre de la indústria de fusta a causa de l'abundància de pins, avets i picees de la regió.
La majoria dels monuments de la vila estan relacionats amb els esdeveniments de la Guerra Civil Russa de 1918-1922 i de la Segona Guerra Mundial.